# Château de Sandsfoot
 (novembre 2024).
Le château de Sandfoot est l'un des châteaux de Henry VIII sur la côte sud de l'Angleterre, également connus sous le nom de châteaux henriciens. Il a été construit en 1530 à l'ouest de Weymouth dans l'actuel Dorset en Angleterre, en face du château de Portland.
Ces deux forts protégeaient l'ensemble du port de Portland grâce à leur artillerie, contre les expéditions  étrangères. Certaines des pierres utilisées dans la construction sont peut-être venues de Bindon Abbey, à la suite de la dissolution des monastères.
Le château était de forme rectangulaire à deux étages avec un donjon. Il était orienté sur un axe nord-ouest/sud-est pour la mise en place de canons lourds et possédait un fossé et une série de remparts.
Conçu spécifiquement comme un moyen de défense côtière, le château a toujours été vulnérable aux attaques venues de l'intérieur, et a souvent changé de mains pendant la guerre civile anglaise. Les cachots du château ont été utilisés pour frapper la monnaie pendant la guerre civile.
Aujourd'hui, la plus grande partie du château est tombé dans la mer, mais le site est facilement accessible comme parc local. Le site comprend également une petite plage de sable nommé Sandsfoot Cove.

## Sources
- (en) Cet article est partiellement ou en totalité issu de l’article de Wikipédia en anglais intitulé « Sandsfoot Castle » (voir la liste des auteurs).